# Kinderrechtenhuis (België)
Het kinderrechtenhuis is een Belgische onafhankelijke vormingsinstelling voor de bevordering van multiculturele verdraagzaamheid. Het is een initiatief van Frans Swartelé, die in 1999 de vzw Kinderrechtenhuis oprichtte. Het is een uitvloeisel van een strijd tegen uitbuiting van kinderen in kinderarbeid en seksueel misbruik. Het streefdoel is een kindvriendelijke samenleving in overeenstemming met het Verdrag inzake de Rechten van het Kind. 
Kernbegrippen in de actie zijn: bevorderen van veerkracht en verbondenheid

Inmiddels is de organisatie uitgebreid met een vaste locatie in Alken en enkele medewerkers in vast dienstverband. Daarnaast is er een ook een grote groep vrijwilligers actief. Het kinderrechtenhuis werkt onder meer via: 
- jeugdverblijfplaats, een kampplaats
- bevorderen van internationale solidariteit, onder meer via de organisatie van "inleefreizen" (Senegal, Zuid-Afrika, ...) waar sociaal zwakkere jongeren de kans krijgen de leefwijzen in ontwikkelingslanden te leren kennen.
- vormingshuis: de medewerkers verzorgen vormingsactiviteiten voor allerhande groepen, scholen, jeugdbewegingen, volwassen-vormingswerk, pastorale werkgroepen, ....
- infotheek met werkmateriaal (boeken, educatief spelmateriaal, tijdschriften, foto- en diareeksen,…) rond kinderrechten.